# Himalia (mythologie)
Himalia was een nimf op het eiland Rodos, waarbij de Griekse god Zeus drie zonen verwekte: Spartaios, Kronios en Kytos. Himalia wordt eenmalig vermeld in de Bibliotheca Historica van de Griekse historicus Diodoros van Sicilië, boek 5, vers 55.5.
Zij verleende haar naam aan een van Jupiters manen, Himalia.